# Upday
Upday, Eigenschreibweise upday, ist eine Newsaggregator-Plattform für Smartphones, die von Axel Springer SE in Kooperation mit Samsung entwickelt wurde. Hauptsitz der SAMAS upday Investment GmbH, in der sich upday bündelt, ist Berlin.

## Geschichte
Upday ging aus einer Partnerschaft zwischen Axel Springer SE und Samsung Electronics Co. Ltd. hervor und wurde im September 2015 gegründet. Die App wurde auf den damals neuen Samsung Galaxy S7-Geräten vorinstalliert und wurde offiziell im März 2016 veröffentlicht. Zum Zeitpunkt der Veröffentlichung sammelte Upday Nachrichten von 1200 Nachrichtenplattformen wie The Daily Telegraph, BBC News, Le Figaro, Der Spiegel und Axel Springer Medien. Im Februar 2017 hatte Upday bereits 8 Millionen Unique Users pro Monat. Während die App zunächst nur in Deutschland, Frankreich, Polen und im Vereinigten Königreich verfügbar war, wurde sie mit dem neuen Galaxy S8 auch weiter in Europa verbreitet.
Im September 2017 hatte die App nach Betreiberangaben 13 Millionen monatliche Nutzer. Für Deutschland wurden die Zahlen von unabhängigen Organisationen wie der Informationsgemeinschaft zur Feststellung der Verbreitung von Werbeträgern (IVW) und der Arbeitsgemeinschaft Online Forschung (AGOF) bestätigt. Seit 2017 ist die App nicht mehr nur auf den Handys der Galaxy S-Serie, sondern auch auf Galaxy A- und J-Serien verfügbar.
Das Unternehmen gab an, im vierten Quartal 2018 profitabel geworden zu sein. 2019 hatte die App nach Unternehmensangaben 25 Millionen Nutzer im Monat und bezog Nachrichten von rund 4.000 Nachrichtenplattformen. Im selben Jahr begann die Arbeit an den Formaten EarliNews und EarliAudio. Laut IVW war Upday im Dezember 2019 Nummer 6 der Top 50 Nachrichtenangebote.
2019 kündigte Chief Product Officer Jan-Eric Peters an, ein 13-monatiges Sabbatical zu nehmen. 2020 wurde bekannt, dass er nicht in seinen Posten zurückkehren werde, den Posten als Deputy CEO übernahm Thomas Hirsch. Im selben Jahr übernahm Samsung mit der 
SAMAS upday Investment GmbH eine Minderheitsbeteiligung an Upday.
Mit dem Release des Galaxy S20 im März 2020 wurde das Angebot auf weitere 18 Länder hauptsächlich im osteuropäischen Raum ausgeweitet. Neue Länder sind unter anderem Tschechien, Kroatien, Serbien, Estland, Ungarn, Bulgarien, Rumänien und Griechenland. Im Mai 2020 wurde mit Upday's Choice ein Affiliate-Zweig eingeführt, um den E-Commerce Sektor zu nutzen.
Seit dem Ende der Exklusivität mit Samsung im April 2021 kann upday auf jedem Smartphone mit einem Android-Betriebssystem heruntergeladen werden. Zusätzlich wurde im Juni 2021 eine upday Version für Apples iOS-Betriebssystem eingeführt, wodurch upday auf allen gängigen Betriebssystemen verfügbar ist.
Im Juni 2023 reduzierte Upday die Zahl seiner Mitarbeiter von rund 150 auf 50, im Dezember 2023 kündigte das Unternehmen die Trennung von den noch verbliebenen nunmehr 70 Mitarbeitern an. Zukünftig sollen automatisierte Inhalte von Drittquellen in der App einlaufen.  

## Unternehmensdaten
Die App ist in 34 Ländern und 26 Sprachen verfügbar und hat in Deutschland rund 6,6 Millionen Unique User und mehr als 25 Millionen User weltweit. Nachdem das Unternehmen 2018 profitabel geworden war, verdoppelte sich der Jahresumsatz 2019 laut internen Angaben.
Upday beschäftigt 140 Mitarbeiter, davon einen Teil am Hauptsitz in Berlin in Vertrieb, Marketing und Entwicklung, und einen Teil in Nachrichten-Hubs in verschiedenen europäischen Ländern. Diese Hubs beschäftigen Journalisten und Redakteure in Berlin, London, Paris, Warschau, Mailand, Madrid, Amsterdam, und Stockholm.
Seit dem 1. August 2021 ist Thomas Hirsch CEO des Unternehmens, nachdem Peter Würtenberger die Rolle des Executive Vice Presidents von Axel Springer übernommen hatte. Zuvor war Thomas Hirsch bereits drei Jahre lang Deputy CEO.
2017 wurde bekannt, dass integrierte Nachrichtenseiten 3–5 % ihres Traffic von Upday beziehen, manche sogar an die 20 %. 2019 lag der Durchschnitt bei 1–10 %. Die App bindet auch Nachrichtenseiten mit Paywalls ein und bietet ausgewählte Artikel kostenlos an.
Upday ist für die User kostenfrei und wird durch Anzeigenplatzierungen von Drittanbietern finanziert. Das Unternehmen wirbt damit, dass Werbepartner durch das Targeting von Upday, Platzierung ihrer Anzeigen und der verschiedenen Vollbild-Formate eine hundertprozentige Sichtbarkeit beim User erreicht werden könne.

## Anwendung
Upday kann auf den Galaxy-Smartphones durch Wischen nach rechts geöffnet werden. Die App hat zwei Arten der Nachrichtenaufbereitung: Zum einen die „Need to Know“-Themen (sogenannte Top News), die von den Redakteuren zusammengestellt werden, und die „Want to Know“-Themen (sogenannte My News), die sich den Nutzerpräferenzen anpassen und von einem Algorithmus ermittelt werden. Die Nachrichten werden auf Karten präsentiert. Diese Karten zeigen eine kurze Zusammenfassung des Artikels; klickt der Nutzer darauf, wird er zur Website des Anbieters weitergeleitet. Im April 2022 wurde die Nachrichten-App durch die Kategorie „Lokal“ erweitert. Nutzer können unabhängig von ihrem eigenen Standort eine Region auswählen und von entsprechenden lokalen Verlagen regionale Nachrichten erhalten.
Samsung Kühlschränke mit Display an der Tür haben ebenfalls einen Upday-Nachrichtenstream, seit 2018 wird die Anwendung auch auf dem Tablet Tab S4 angeboten.